# Archidiecezja Anqing
Archidiecezja Anqing (łac. Archidioecesis Nganchimensis, chiń. 天主教安庆总教区) – rzymskokatolicka archidiecezja ze stolicą w Anqing w Chińskiej Republice Ludowej. Arcybiskupi Anqingu są również metropolitami metropolii o tej samej nazwie.

## Sufraganie
Sufraganiami archidiecezji Anqing są diecezje:
- Bengbu
- Wuhu

## Historia
21 lutego 1929 z mocy decyzji Piusa XI, wyrażonej w brewe Ut aucto erygowano wikariat apostolski Anqingu. Dotychczas wierni z tych terenów należeli do wikariatu apostolskiego Wuhu (obecnie diecezja Wuhu). Od początku istnienia wikariatu prym wśród misjonarzy tego regionu wiedli ojcowie jezuici.
W wyniku reorganizacji chińskich struktur kościelnych, dokonanych przez Piusa XII bullą Quotidie Nos, 11 kwietnia 1946 wikariat apostolski Anqingu został podniesiony do godności archidiecezji i przyjął obecną nazwę.
Z 1950 pochodzą ostatnie pełne, oficjalne kościelne statystyki. Archidiecezja Anqing liczyła wtedy:
- 28 268 wiernych (0,4% społeczeństwa)
- 32 kapłanów (6 diecezjalnych i 26 zakonnych)
- 34 braci i 46 sióstr zakonnych
- 25 parafii.

Od zwycięstwa komunistów w chińskiej wojnie domowej w 1949 archidiecezja, podobnie jak cały prześladowany Kościół katolicki w Chinach, nie może normalnie działać. Nowe władze wygnały z kraju misjonarzy. Wśród nich był arcybiskup Anqingu Hiszpan Federico Melendro Gutiérrez SI, który do 1978 zachował godność arcybiskupa tej katedry.
W 2001 podporządkowana komunistycznemu rządowi Konferencja Biskupów Kościoła Katolickiego w Chinach połączyła wszystkie jednostki kościelne w prowincji Anhui (czyli archidiecezję Anqing, jej sufraganie diecezje Bengbu i Wuhu oraz prefekturę apostolską Tunxi). W ich miejsce powstała diecezja Anhui obejmująca swym zasięgiem całą prowincję. Stolica Apostolska nie uznała tej decyzji.

## Archidiecezja obecnie
Terenami archidiecezji Anqing od 2006 zarządza antybiskup Anhui Joseph Liu Xinhong mianowany przez komunistyczne władze i wyświęcony bez zgody papieża. W 2018 został on uznany przez Stolicę Apostolską.
Według danych z 2009 w całej prowincji Anhui było 65 000 wiernych (0,11% społeczeństwa), którym przewodziło 28 kapłanów i 39 sióstr zakonnych. Było w niej 27 kościołów i domów modlitwy.

## Biskupi

### Wikariusz apostolski Anqingu
- Federico Melendro Gutiérrez SI[3] (14 lutego 1930 - 11 kwietnia 1946)

### Arcybiskupi Anqingu
- Federico Melendro Gutiérrez SI (11 kwietnia 1946 - 25 października 1978)
- sede vacante (być może urząd arcybiskupi sprawowali duchowni Kościoła podziemnego) (25 października 1978 - 2018)
  - Joseph Zhu Huayu administrator apostolski, biskup Bengbu (1997 - 2001)

### Biskup Anquingu
- Joseph Liu Xinhong (od 2018)[a]